# Henry Nadig & Sons

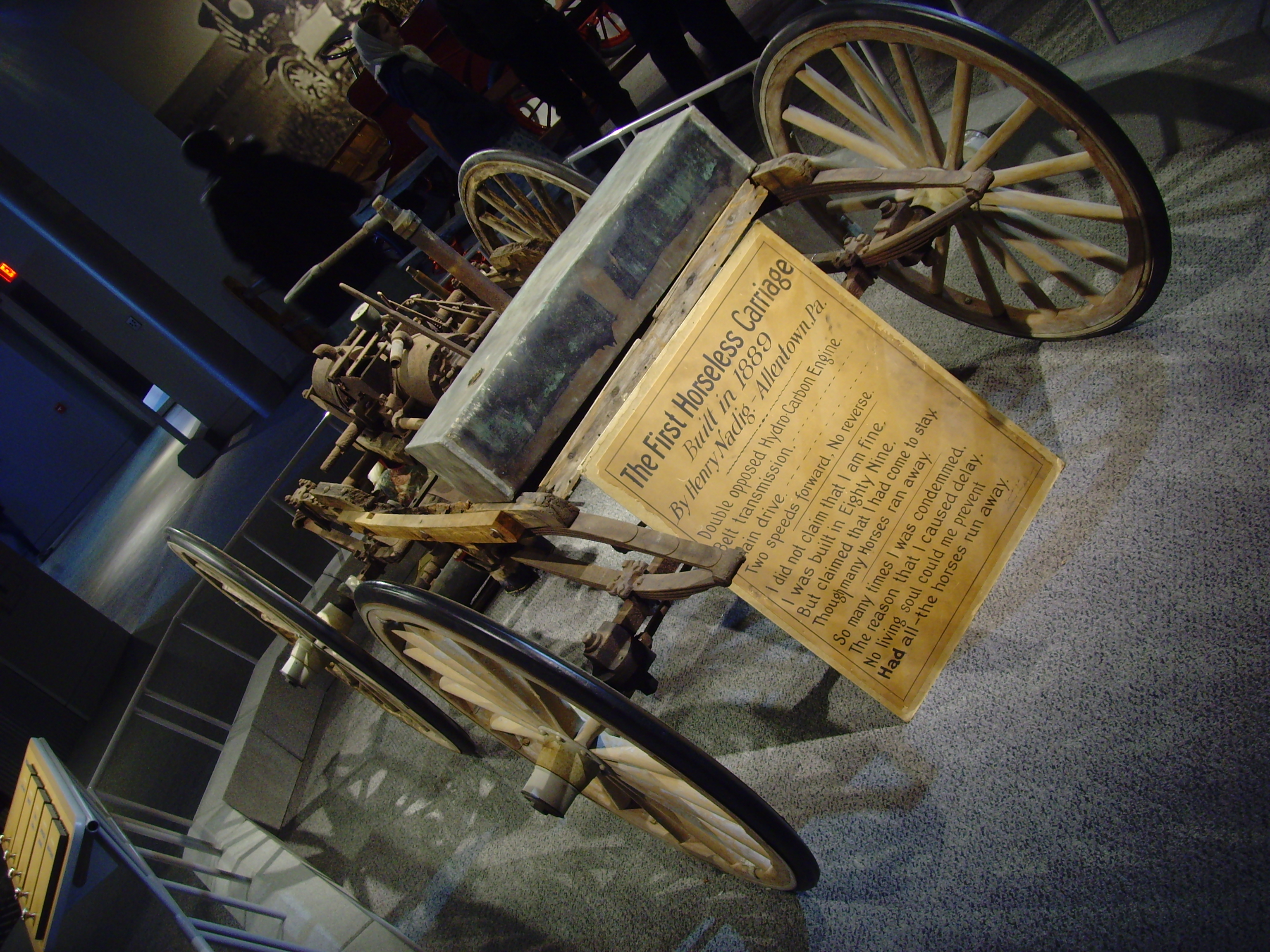
Nadig von 1891

Henry Nadig & Sons war ein US-amerikanischer Hersteller von Motoren und Automobilen.

## Unternehmensgeschichte
Das Unternehmen hatte seinen Sitz in Allentown in Pennsylvania. Hauptsächlich stellte es Motoren her. Bereits 1891 hatte Henry Nadig sein erstes Automobil gefertigt. Im Winter 1895/96 folgte ein weiteres, bei dem Henrys Söhne Charles und Lawrence beteiligt waren. Der Allentown Democrat berichtete am 30. Juni 1897 über ein Kraftfahrzeug. Um 1900 entstand ein Lastkraftwagen. 1901 wurden Automobile nach Kundenaufträgen produziert.  Der Markenname lautete Nadig.
Es ist nicht bekannt, wann das Unternehmen aufgelöst wurde.
Außerdem stellte Henry Nadig zwischen 1905 und 1906 in der gleichen Stadt Nutzfahrzeuge der Marke Eureka her, wobei unklar bleibt, ob er das im gleichen Unternehmen tat.

## Fahrzeuge
Das Fahrzeug von 1891 hatte einen Einzylindermotor. Er leistete 2 PS. Die offene Karosserie bot Platz für zwei Personen. Das Fahrzeug war bis 1900 in Gebrauch und existiert noch heute. Andere Quellen geben 1889 oder 1893 als Baujahr an.
Das Fahrzeug von 1895/1896 hatte einen Zweizylindermotor, der zwischen 12 und 14 PS leistete.
Der Lkw von etwa 1900 hatte wie die vorgenannten Fahrzeuge einen Ottomotor.
Für 1901 ist überliefert, dass beim Besuch eines Reporters sechs Automobile gleichzeitig in Bearbeitung waren.